# Karaberd (Lorri)
Karaberd – wieś w Armenii, w prowincji Lorri. W 2011 roku liczyła 107 mieszkańców.